# Pikowo
Pikowo – część wsi Konarzyny w Polsce, położona w województwie pomorskim, w powiecie kościerskim, w gminie Stara Kiszewa, w kompleksie leśnym Borów Tucholskich.
W latach 1975–1998 Pikowo położone było w województwie gdańskim.